# Сидерокастрон (Центральная Греция)
Сидерокастрон (греч. Σιδηρόκαστρον), Железный замок) — средневековое укреплённое поселение на горе Эта в Центральной Греции.

## Месторасположение
Сидерокастрон впервые упоминается в XIII веке. Некоторые учёные отождествляют его с горами Книмис (Жан Бюшон), Дельфами или Араховой (Фердинанд Грегоровиус) или Гераклеей Трахинской (Тасос Нерутсос). Но, судя по описанию в Морейской хронике, это место стоит отождествлять с разрушенным укреплённым поселением в скальном плато в восточной окраине горы Эта на берегу верхнего течения реки Асопос у современных деревень Павлиани и Кумарици. Это отождествление было сделано Г. Колиасом в 1933 году.

## История
Впервые упоминается в 1275 году как один из замков, уступленных правителем Фессалии Иоанном I Дукой герцогству Афинскому в качестве приданого дочери Елены Ангелины Комнины. Где-то между 1318 и 1327 годами он был завоёван каталонской компанией Востока. За исключением возможной кратковременной оккупации албанскими налётчиками в 1367 году оставался в руках различных каталонских семей, по крайней мере, до 1382 года, и, возможно, до османского завоевания графства Салона в 1392 году. После этого замок потерял своё значение как пограничная крепость и был заброшен.
Название Железный замок, возможно, происходит от близлежащего перевала Сидеропорта, придававшему стратегическое значение благодаря контролю над горной дорогой от Асопоса до беотийской реки Кефисос и Дио Вуны. Входит в группу византийских замков Албании, Греции и Турции, имевших название Кастро тис Ориас.
Сегодня это место заброшено, до него можно добраться пешком из Павлиани. До Второй мировой войны уцелела большая часть укреплений, сейчас сохранились лишь несколько остатков идущих с севера на юг двух оборонительных стен.